# Kimmy Granger
Kimmy Granger (San Diego, 18 maggio 1995) è un'attrice pornografica statunitense.

## Biografia
All'età di 18 anni ha iniziato a lavorare come cameriera per lo strip club Little Darlings di San Diego. A 19 anni inizia a lavorare come spogliarellista nello stesso locale prima di lanciarsi nell'industria pornografica a 20 anni.
Lo pseudonimo Kimmy Granger è ispirato al personaggio di Hermione Granger tratto dall'universo letterario di Harry Potter.
Agli AVN Awards del 2016, riceve quattro candidature senza riuscire però a vincere alcun premio.
Nel 2020 si è sottoposta ad un'operazione chirurgica per aumentare il seno.
Nel 2025 ottiene il suo primo AVN per la miglior scena di sesso a tre.

## Riconoscimenti
AVN Awards
- 2025 - Best Three-Way Sex Scene per Gold Diggers con Adria Rae e Seth Gamble[3]